# 中央東地域自治区
中央東地域自治区（ちゅうおうひがしちいきじちく）は、宮崎県宮崎市の地域自治区の一つ。市の中核部を占める。

## 地理
主に商業・業務地域であり、西部は繁華街の橘通り、中央はオフィスビルの立ち並ぶ高千穂通り、南部は市役所や県庁、国の機関などが集中する官庁街である。南端は大淀川を望む眺めのよさからホテル街として栄え、新婚旅行ブームを支えたがバブルの影響なのか理由は定かではないが、立ち並んでいたホテルは宮崎観光ホテルを残し平成までにほぼ廃業した。現在は宮崎観光ホテルの他はマンションが立ち並ぶ地域となってしまう。
北部の江平地区は中小の商店街・住宅街である。
東部は宮崎駅があり日豊本線が南北に走っている。かつては鉄道によって周辺の交通が分断されていたが、高架化事業の完了により円滑な交通が可能となり、街並みも大きく変貌をとげつつある。
現在の吾妻町の辺りが遊郭街であった歴史がある。

### 町域
- 青葉町
- 旭一丁目・二丁目
- 吾妻町 (宮崎市)
- 江平町一丁目
- 江平中町
- 江平西一丁目・二丁目
- 江平東一丁目・二丁目
- 江平東町
- 老松一丁目・二丁目
- 川原町

- 北権現町
- 権現町
- 下原町
- 瀬頭一丁目・二丁目
- 瀬頭町
- 高千穂通一丁目・二丁目
- 橘通西一丁目～五丁目
- 橘通東一丁目～五丁目
- 錦本町
- 錦町

- 広島一丁目・二丁目
- 別府町
- 堀川町
- 松山一丁目・二丁目
- 丸島町
- 宮崎駅東二丁目・三丁目
- 宮田町
- 柳丸町
- 大和町

## 歴史
- 1889年5月1日 - 町村制施行により宮崎郡宮崎町が発足。
- 1924年4月1日 - 大淀町・大宮村と合併し宮崎市となる。
- 2006年1月1日 - 旧宮崎町の東部が中央東地域自治区となる。

## 行政

### 国の行政機関
- 法務省

宮崎地方検察庁
福岡法務局 宮崎地方法務局
- 財務省

九州財務局 宮崎財務事務所
熊本国税局 宮崎税務署
- 農林水産省

宮崎農政事務所

#### 裁判所
- 福岡高等裁判所宮崎支部
- 宮崎地方裁判所
- 宮崎家庭裁判所
- 宮崎簡易裁判所

### 地方行政機関
- 宮崎県庁
- 宮崎市役所

### 警察
- 宮崎県警察本部
- 宮崎北警察署
  - 青葉町交番
  - 宮崎駅前交番

## 地域

### 教育
- 宮崎市立宮崎小学校
- 宮崎市立江平小学校
- 宮崎市立宮崎東中学校
- 日向学院中学校・高等学校

### 文化施設
- 宮崎東地区交流センター

## 交通

### 鉄道
- 日豊本線 - 宮崎駅

### 道路
- 国道10号
- 国道220号
- 宮崎県道11号宮崎島之内線（県庁楠並木通り・旭通り）
- 宮崎県道25号宮崎停車場線（高千穂通り）

## 名所・旧跡・観光スポット・祭事・催事
- 橘公園
- ホテル街
- たまゆらの湯